# Lasse Sobiech
Lasse Sobiech (Schwerte, 18 gennaio 1991) è un ex calciatore tedesco, di ruolo difensore.

## Carriera
Il 3 settembre 2010 esordisce in Nazionale Under-21 giocando la partita di qualificazione agli Europei Under-21 della Germania pareggiata 1-1 contro la Rep. Ceca under 21.

## Palmarès

### Club

#### Competizioni nazionali
- Campionato tedesco: 1

Borussia Dortmund: 2010-2011
- Campionato tedesco di seconda divisione: 1

Colonia: 2018-2019